# Februarie 2001
Acest articol este generat integral pe baza informațiilor din articolul 2001 și este actualizat periodic de un robot.
 Editările făcute în articol vor fi șterse la următoarea actualizare! Dacă doriți să faceți modificări, editați articolul-sursă.

ianuarie -
februarie -
martie -
aprilie -
mai -
iunie -
iulie -
august -
septembrie -
octombrie -
noiembrie -
decembrie
Februarie 2001 a fost a doua lună a anului și a început într-o zi de joi.

## Evenimente
- 9 februarie: Submarinul USS Greeneville lovește accidental și scufundă o navă de pescuit japoneză în apropiere de Hawaii.
- 12 februarie: Sonda spațială americană, NEAR Shoemaker, fără echipaj uman, destinată studierii și orbitării asteroidului Eros (443 Eros, descoperit în 1898), lansată pe 17 februarie 1996, a asolizat pe asteroid.
- 13 februarie: Cutremurul din El Salvador de 6,6 grade Richter ucide 400 de oameni.
- 15 februarie: Se anunță producția unui material compozit de polimer armat.
- 16 februarie: Criza de dezarmare din Irak. Forțele americane și britanice efectuează bombardamente pentru a dezactiva rețeaua de apărare aeriană din Irak.
- 17 februarie: Valeriu Stoica este ales președinte al Partidului Naționa Liberal.
- 18 februarie: Agentul FBI, Robert Hanssen, este arestat și condamnat la 25 de ani de detenție pentru că a spionat pentru Rusia.
- 20 februarie: Criza febrei aftoase din Regatul Unit.
- 28 februarie: Marele accident feroviar din Heck, North Yorkshire, Anglia. Au decedat 10 persoane.

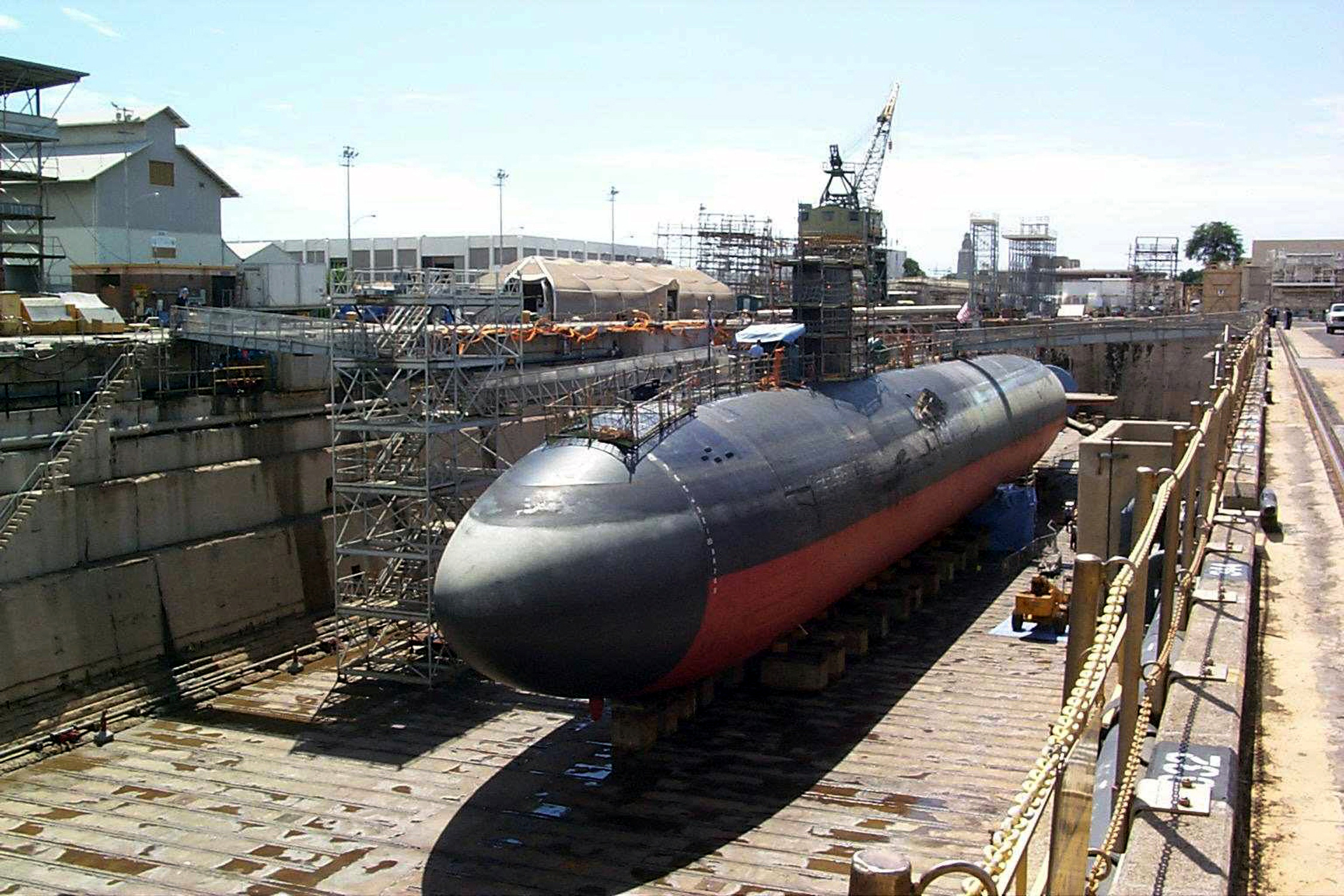
9 februarie: Ciocnirea dintre submarinul USS Greenville și nava de pescuit japoneză
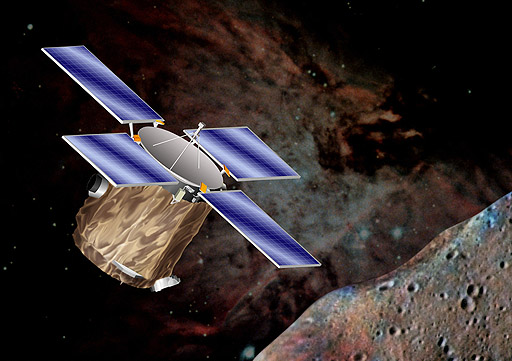
12 februarie: Near Shoemaker

## Nașteri
- 7 februarie: R. J. Hampton, jucător american de baschet
- 9 februarie: Răzvan Ducan, fotbalist român
- 13 februarie: Kaapo Kakko, jucător finlandez de hochei pe gheață
- 15 februarie: Haley Tju, actriță americană
- 19 februarie: David Mazouz, actor american
- 21 februarie: Isabella Acres, actriță americană
- 24 februarie: Ramona Marquez, actriță britanică
- 28 februarie: Andrei Șelaru, YouTuber român

## Decese
- 3 februarie: Walter Stain, politician german (n. 1916)

- 4 februarie: J. J. Johnson (James Louis Johnson), 77 ani, cântăreț american de jazz (n. 1924)
- 4 februarie: Iannis Xenakis, 78 ani, compozitor grec, născut în România (n. 1922)
- 7 februarie: Dale Evans (n. Lucille Wood Smith), 88 ani, actriță, cântăreață și compozitoare americană (n. 1912)
- 7 februarie: King Moody (n. Robert Moody), 71 ani, actor american (n. 1929)
- 9 februarie: Herbert A. Simon (Herbert Alexander Simon), 84 ani, economist american, laureat al Premiului Nobel (1978), (n. 1916)
- 10 februarie: Lewis Arquette (Lewis Michael Arquette), 65 ani, actor, scriitor și producător american de film (n. 1935)
- 11 februarie: Masao Ono, fotbalist japonez (n. 1923)
- 13 februarie: Ugo Fano, 88 ani, fizician italo-american (n. 1912)
- 17 februarie: Richard Wurmbrand, predicator luteran (n. 1909)
- 18 februarie: Balthus (Balthasar Klossowski de Rola), 93 ani, pictor francez (n. 1908)
- 18 februarie: Dale Earnhardt, 49 ani, pilot american de curse auto NASCAR (n. 1951)
- 19 februarie: Stanley Kramer (Stanley Earl Kramer), 87 ani, regizor american de film (n. 1913)
- 20 februarie: Rosemary DeCamp (Rosemary Shirley DeCamp), 90 ani, actriță americană (n. 1910)
- 22 februarie:  John Fahey (John Aloysius Fahey), 61 ani, chitarist și compozitor american (n. 1939)
- 24 februarie: Claude Shannon (Claude Elwood Shannon), 84 ani, matematician american (n. 1916)
- 24 februarie: Charles Fletcher-Cooke, politician britanic (n. 1914)
- 25 februarie: Sir Don Bradman (Donald George Bradman), 92 ani, jucător australian de cricket (n. 1908)
- 26 februarie: Arturo Uslar Pietri, scriitor, jurnalist și om politic din Venezuela (n. 1906)